# General Motors

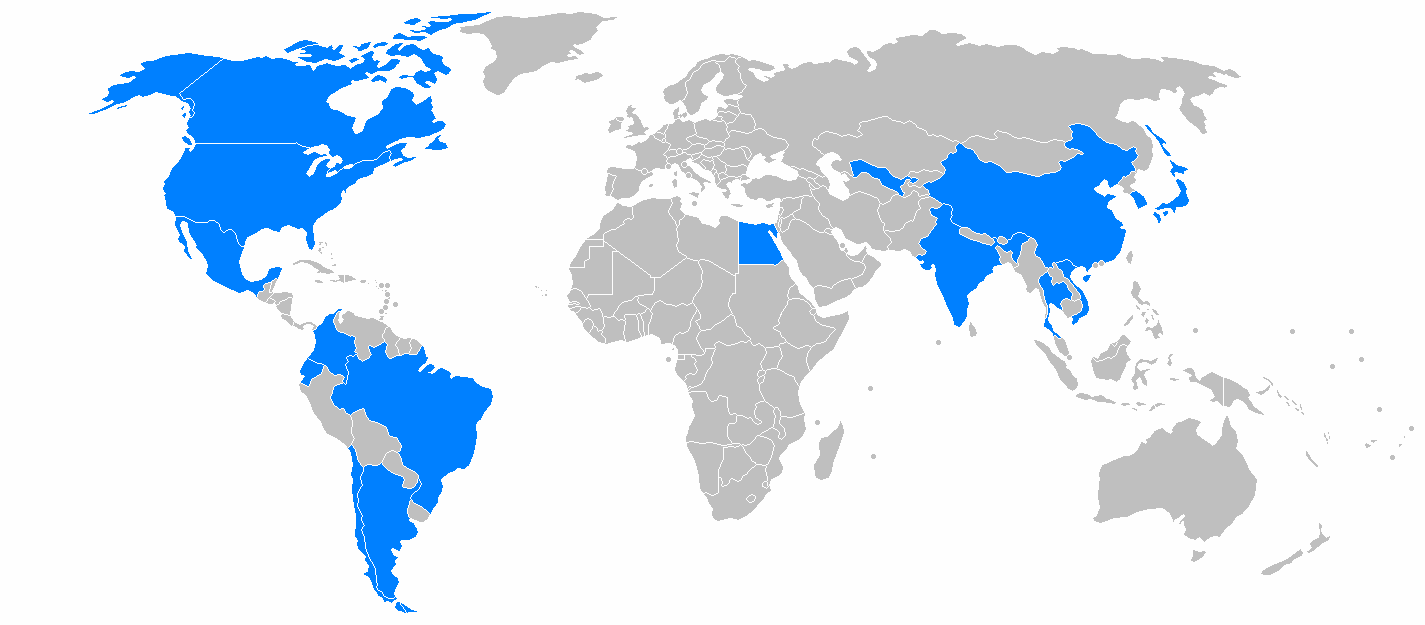
Mapa ukazuje země, ve kterých má General Motors své výrobní kapacity

General Motors, také známý pod zkratkou GM, je mezinárodní korporace s hlavním sídlem ve Spojených státech amerických, která patří mezi největší výrobce automobilů na světě. K lednu 2021 firma zaměstnává po celém světě přibližně 157 000 zaměstnanců.
GM vyrábí osobní a nákladní automobily ve více než třiceti zemích světa a zastřešuje 4 značky původem z USA – Buick, Cadillac, Chevrolet, GMC a dále čínské značky Wuling, Baojun, ve kterých je GM spoluvlastníkem. V portfoliu koncernu jsou i další, v současné době neaktivní automobilové značky jako např. Pontiac, Oldsmobile, Hummer, Saturn, Holden. V minulosti byly součástí skupiny i automobilky Opel, Vauxhall (obě do roku 2017) nebo Saab (do roku 2011).

## Historie
Firma byla založena v roce 1908 a postupně se stala na dlouhou dobu největší automobilkou na světě.
Dle žebříčku časopisu Fortune „Global 500“ byla firma v roce 2008 devátou největší firmou na světě. Tou dobou se ovšem firma potýkala s velkými problémy, které ještě zhoršila finanční krize. 1. června 2009 firma General Motors požádala o ochranu před věřiteli. Šlo o třetí největší bankrot v historii USA a o vůbec největší bankrot automobilky v dějinách. Totální kolaps, který by ohrozil ekonomiku, odvrátila vláda prezidenta Obamy tak, že společnost znárodnila, kdy jí federální vláda poskytla 49,5 miliardy dolarů na splácení dluhů, za což nabyla 61,8 procenta akcií. Firma následně prošla restrukturalizací, při níž zavřela 14 ze svých 47 továren a snížila celkový dluh ze 46 na 8 miliard USD. Nadále se zaměřila na 4 hlavní severoamerické značky: Chevrolet, Buick, GMC a Cadillac. Podíl v Saabu byl prodán čínskému koncernu a značky Hummer, Pontiac a Saturn byly podobně jako značka Oldsmobile přesunuty do klidové fáze s možností jejich předpokládatelného pozdějšího obnovení. 18. listopadu 2010 se vrátila na akciové trhy a podíl americké vlády na akciích se tak snížil na zhruba třetinu. Zbývající podíl byl postupně dále privatizován až do roku 2013. Prodejem akcií vláda získala 39 miliard dolarů, celkem tedy vládní intervence stála federální rozpočet zhruba 10,5 miliardy.  Značky Opel a Vauxhall prodala v roce 2017 skupině Groupe PSA. K 31. prosinci 2020 byla ukončena činnost australského Holdenu. 

## Prodeje GM

### Rok 2008
| Prodeje vozidel GM dle zemí 2008 (v tisících) | Prodeje vozidel GM dle zemí 2008 (v tisících) | Prodeje vozidel GM dle zemí 2008 (v tisících) | Prodeje vozidel GM dle zemí 2008 (v tisících) |
| Pořadí dle GM                                 | Stát                                          | Prodaných vozů (tisíc)                        | Tržní podíl (%)                               |
| --------------------------------------------- | --------------------------------------------- | --------------------------------------------- | --------------------------------------------- |
| 1                                             | USA                                           | 2,981                                         | 22.1%                                         |
| 2                                             | Čína                                          | 1,095                                         | 12.0%                                         |
| 3                                             | Brazílie                                      | 549                                           | 19.5%                                         |
| 4                                             | Spojené království                            | 384                                           | 15.4%                                         |
| 5                                             | Kanada                                        | 359                                           | 21.4%                                         |
| 6                                             | Rusko                                         | 338                                           | 11.1%                                         |
| 7                                             | Německo                                       | 300                                           | 8.8%                                          |
| 8                                             | Mexiko                                        | 212                                           | 19.8%                                         |
| 9                                             | Austrálie                                     | 133                                           | 13.1%                                         |
| 10                                            | Jižní Korea                                   | 117                                           | 9.7%                                          |
| 11                                            | Francie                                       | 114                                           | 4.4%                                          |
| 12                                            | Španělsko                                     | 107                                           | 7.8%                                          |
| 13                                            | Argentina                                     | 95                                            | 15.5%                                         |
| 14                                            | Venezuela                                     | 91                                            | 33.3%                                         |
| 15                                            | Kolumbie                                      | 80                                            | 36.3%                                         |
| 16                                            | Indie                                         | 66                                            | 3.3%                                          |

### Rok 2019
V roce 2019 prodal koncern 7,718 milionu vozidel po celém světě.
- region Severní Amerika: 3,367 milionu vozidel
  - USA: 2,887 milionu vozidel
  - zbytek regionu: 0,480 milionu vozidel
- region Asie, Pacifik, Blízký východ a Afrika: 3,678 milionu vozidel 
  - Čína: 3,094 milionu vozidel
  - zbytek regionu: 0,584 milionu vozidel
- region Jižní Amerika: 0,669 milionu vozidel
  - Brazílie: 0,476 milionu vozidel
  - zbytek regionu: 0,193 milionu vozidel
- region Evropa: 4 tisíce automobilů